# Vítochov
Vítochov (německy Witochau) je vesnice, část města Bystřice nad Pernštejnem, které leží v okrese Žďár nad Sázavou, v kraji Vysočina. Na počátku roku 2003 zde žilo 132 obyvatel.

## Historie
Obec se poprvé připomíná pod jménem Dětochov (podle vladyky Dětochy) v roce 1297, kdy patřila Jimramovi z Kamene. V roce 1349 se novou majitelkou stala Klára, vdova po Štěpánovi z Pernštejna. Od roku 1358 patřil Vítochov pánům z Pernštejna.
V letech 1960–1980 byl osadou obce Písečné a od roku 1980 částí města Bystřice nad Pernštejnem.
V obci se nachází poutní hřbitovní kostel sv. Michaela, který byl postaven ve 13. století. Jako doba jeho vzniku je většinou uváděn rok 1238, podle P. V. Grmely je však tento závěr nesprávný (středověké falsum) a kostel byl postaven až koncem 13. stol. Raně gotický kamenný kostel s románskými prvky je obklopen hřbitovem, ohraničeným kamennou zdí, v jihovýchodním rohu je vysunutá márnice. Kostel jako filiální spadá do farnosti Bystřice n. P.
Přímo u kostela je na palouku vysazena památná borovice, kterou 21. 5. 2002 osobně zasadil herec Luděk Munzar během natáčení televizního cyklu Paměť stromů.
U kostela se natáčel videoklip jedné z písní Jiřího Pavlicy z alba O slunovratu.
| Rok            | 1869 | 1880 | 1890 | 1900 | 1910 | 1921 | 1930 | 1950 | 1961 | 1970 | 1980 | 1991 | 2001 |
| -------------- | ---- | ---- | ---- | ---- | ---- | ---- | ---- | ---- | ---- | ---- | ---- | ---- | ---- |
| Počet obyvatel | 222  | 224  | 241  | 253  | 253  | 219  | 194  | 160  | 164  | 169  | 156  | 138  | 127  |

## Památky
- Kostel sv. Michaela archanděla